# De overflødige
De overflødige er en dansk eksperimentalfilm fra 1992 instrueret af Niels Reiermann efter manuskript af ham selv og Danny Lund.

## Handling
En oplysningsfilm, der med udgangspunkt i undervisningsfilm og Grand Guignol, behandler den tvivlsomme samfundsmoral, at arbejdsløshed er roden til alt ondt.